# ال شیرر
ال شیرر (انگلیسی: Al Shearer؛ زادهٔ ۱۴ اوت ۱۹۷۷) یک هنرپیشه اهل ایالات متحده آمریکا است.